# Бокеев, Шангерей Сейиткерейулы
Шангерей Сейиткерейулы Бокеев (при жизни по-русски именовался Шангере́й (Шан-Гере́й, Шахингире́й) Буке́ев) (1847, Ханская ставка, Букеевская Орда, Российская империя — 1920, аул Акбакан, современная Западно-Казахстанская область) — казахский поэт.

## Биография
Происходит из рода торе, внук хана Джангира. Учился в Оренбургском кадетском корпусе и Астраханской гимназии. В 1911—1912 годах вышли в свет произведения Бокеева «Шайыр», «Көксілдер», в 1926 году сборник «Үш жоқтау». Бокеев воплотил лучшие традиции устного народного творчества в письменной литературе. Стихи поэта вошли в цикл «Үш ғасыр жырлайды» («Песни трех веков»), «Бес ғасыр жырлайды» («Песни пяти веков»).